# Yalany Baio
Yalany Baio (Bissau, 10 oktober 1994) is een Portugees voetballer die doorgaans als middenvelder speelt.

## Clubcarrière

### Jeugd
De vader van Baio komt uit Guinee en zijn moeder uit Guinee-Bissau. Vanaf zijn vijfde woonden ze in Guinee. Op elfjarige leeftijd kwam hij met zijn moeder naar Portugal. Baio maakte in 2007 op dertienjarige leeftijd deel uit van de jeugdopleiding van Naval 1º de Maio, waar hij ruim drie jaar actief was. Baio was op proef bij Sporting Lissabon op de academie in Alcochete maar in januari 2011 tekende hij bij Liverpool zijn eerste contract, dat hem tot en met 30 juni 2014 verbond aan de club.

### Sparta Rotterdam
Baio werd op 15 januari 2015 voor een half jaar met een optie op nog twee seizoenen vastgelegd door Sparta Rotterdam. Op 16 januari 2015 maakte Baio zijn debuut voor Sparta Rotterdam in een wedstrijd tegen FC Den Bosch (1–1 gelijkspel). In de opvolgende wedstrijd tegen Jong Ajax scoorde Baio zijn eerste doelpunt voor Sparta Rotterdam en leverde hij een assist (6–0 winst). In de zomer van 2015 verliet Baio Sparta nadat hij geen nieuw contract had gekregen.

## Interlandcarrière
Baio speelde in 2011 twee jeugdinterlands voor Portugal. Later sprak hij zijn verlangen uit om wedstrijden te spelen namens het Guinees voetbalelftal.

## Clubstatistieken
| Seizoen | Club             |                    | Competitie     | Competitie | Competitie | Beker | Beker | Totaal | Totaal |
| Seizoen | Club             | Wed.               | Competitie     | Dlp.       | Wed.       | Dlp.  | Wed.  | Dlp.   |        |
| ------- | ---------------- | ------------------ | -------------- | ---------- | ---------- | ----- | ----- | ------ | ------ |
| 2014/15 | Sparta Rotterdam | Vlag van Nederland | Jupiler League | 9          | 1          | 1     | 0     | 9      | 1      |